# 砂川啓介
砂川 啓介（さがわ けいすけ、1937年〈昭和12年〉2月12日 - 2017年〈平成29年〉7月11日）は、日本の俳優、タレント、司会者。初代たいそうのおにいさん。東京都江東区深川出身。妻は声優の大山のぶ代。

## 来歴・人物
成城高校在学中に『足摺岬』など数々の社会派映画に出演。1955年、早稲田大学文学部に入学、半年で中退。演技の基礎を学ぶため、江口舞踊研究所へ入所して本格的にモダンダンスの指導を受ける。
1961年に『うたのえほん』初代「たいそうのおにいさん」として著名になり、1966年に『おかあさんといっしょ』と統合されたのちも、1969年まで8年半にわたって出演した。
1964年2月には孫悟空の舞台での共演が縁で大山のぶ代と結婚した。当時、大山は『おかあさんといっしょ』初代人形劇の『ブーフーウー』の声優だったが、砂川の出演する『うたのえほん』とは別番組であったためか、顔を合わせる機会は無いに等しかった。子女には恵まれず、第1子と第2子を亡くして以降は設けていない。
『お昼のワイドショー』で青島幸男と古今亭志ん馬 (6代目)の後継として、1980年から6年間司会を務めるなど多方面で活躍した。1985年に劇団フジの舞台へ出演し、以後は俳優、タレント業、舞台演出、ラジオパーソナリティー、講演活動など幅広く活動した。
1988年に、のぶ代と共著で料理本『啓介・のぶ代のおもしろ惣菜170』を主婦の友社から上梓して100万部を超えるベストセラーとなり、1991年に続編『啓介・のぶ代のおもしろ酒肴』を記した。
2001年に、がんと闘病するのぶ代と介護する砂川の日々を記した『カミさんはドラえもん』を双葉社から上梓した。2013年に、砂川も初期の胃癌を切除したが抗がん剤治療は行わなかったと公表した。
2009年5月5日に、NHK教育テレビ50周年記念特別番組『ETV50 こどもの日スペシャル〜もう一度見たい教育テレビ第2弾〜（生放送）』へ『おかあさんといっしょ』初代「たいそうのおにいさん」として出演し、当時の衣装で約40年振りに「元気に一、二」体操を披露した。
2015年5月13日に、TBSラジオ「大沢悠里のゆうゆうワイド」にゲスト出演してのぶ代が認知症を患っていることを公表し、家政婦とともにのぶ代を自宅で介護していたが、2016年4月より自身の尿管癌の治療に伴いのぶ代は老人ホームに入所した。
2017年5月に入院し、6月13日に脳梗塞で再入院して療養中の2017年7月11日午前4時10分、尿管癌により80歳で死去したことが18日に報じられた。のぶ代は入院中の砂川を何度か見舞ったが臨終には間に合わず、喪主を務めたが通夜と葬儀に現れなかった。砂川は入院後に夫妻のマネジャー小林明子に後事を託しており、のぶ代は引き続き入所している施設で生活することとなったが、主を失った自宅の管理は東京都内の税理士が行っている。小林マネージャーは『文藝春秋』2017年9月号に手記「大山のぶ代は夫の棺に涙ぐんだ」を寄稿し、夫妻の闘病や介護の様子を明かしている。
その後、2024年9月29日に妻の大山も死去した。

## 出演作品

### テレビドラマ
- 東芝日曜劇場「男でありたい」（1964年、TBS）
- サラリーマン義経くん奮戦記（1964年、TBS）
- アッちゃん（1965年、TBS）- 船田
- あしたの花嫁（1965年、NET）
- サザエさん（1965年 - 1967年、TBS）- 砂山和助 ※大山のぶ代と共演
- 意地悪ばあさん1967年、よみうりテレビ）
- 青空に叫ぼう 第13話「姉ちゃんは何処に」（1967年、NET）
- チャコとケンちゃん 第1話「ぼくはだあれ」（1968年、TBS）
- サインはV（1969年、TBS） - 第32話ゲスト
- 独身のスキャット 第7話（1970年、TBS）
- おさな妻（1970年、東京12チャンネル）第8話「赤ちゃん誕生!」※大山のぶ代と共演
- 超人バロム・1（1972年、よみうりテレビ） - 木戸松五郎
- 青春をつっ走れ（1972年、フジテレビ）- 野呂太市
- 変身忍者 嵐 第5話「恐怖! ネコマンダラ!!」（1972年、毎日放送） - 留吉
- あしたの花嫁
- 法医学教室の長い一日（1986年11月7日、日本テレビ）
- 半七捕物帳 第15話「べらんめえお嬢様!」（1993年、日本テレビ系 / ユニオン映画） - 寅吉
- ドラえもん、母になる〜大山のぶ代物語〜[注釈 2]（2015年12月13日、NHK BSプレミアム） - 取材協力・インタビュー

### テレビ番組
- おかあさんといっしょ（1961年 - 1969年、NHK総合）初代たいそうのおにいさん
- パイロット スター・プレゼント（1962年 - 1963年、フジテレビ） - 司会
- お昼のワイドショー（日本テレビ） - 司会
- 砂川啓介 いま!朝です（1986年、TBS系）
- いい伊豆みつけた
- ETV50こどもの日スペシャル 〜もう一度見たい教育テレビ（2009年5月5日、NHK教育）
- どんぐり音楽会（中部日本放送） - 司会

### ラジオ
- ポップスオンサンデー（TBSラジオ）
- 砂川啓介の耳コミランチタイム（TBSラジオ）

### 舞台
- 劇団フジ（演出）
  - 三銃士
  - オズの魔法使い
  - トム・ソーヤの冒険

### 映画
- 足摺岬（1954年）
- コント55号 俺は忍者の孫の孫（1969年、東宝） - ニュースキャスター
- コント55号 宇宙大冒険（1969年、東宝） - 解説者

### CM
- ライオン油脂「ダッシュ」（1969年）

## ディスコグラフィー
- おつかいありさん
- あひるの行列
- 手のひらの夢（東芝レコード、TS-1066)
- 太陽にジャンプ（東芝レコード、TS-1067)
- 俺は飛ぶ（東芝レコード、TC-1154）[注釈 3]
- アトムズマーチ[注釈 4]

## 著書
- 共著：大山のぶ代『啓介・のぶ代のおもしろ惣菜170 不意の来客、家計のピンチに安くてうまいスピード料理』グラフ社、1988年4月、ISBN 9784079256728
- 共著：大山のぶ代『啓介・のぶ代のおもしろ酒肴 5〜25分お待たせタイムつき』グラフ社、1991年8月、ISBN 9784079377416
- 『カミさんはドラえもん』双葉社、2001年10月、ISBN 9784575292954
- 『娘になった妻、のぶ代へ 大山のぶ代「認知症」介護日記』双葉社、2015年10月、ISBN 9784575309553